# SIAI S.19
Il SIAI S.19 era un idrocorsa (idrovolante da competizione) monomotore biplano a scafo centrale, progettato e costruito dall'azienda italiana Società Idrovolanti Alta Italia (SIAI) nel 1920.
Realizzato in esemplare unico, venne sviluppato per partecipare alla 4ª edizione della Coppa Schneider del 1920, ma non riuscì ad essere ultimato per l'indisponibilità dell'unità motrice.

## Storia
Dopo la 3ª edizione della Coppa Schneider, prova svolta nel 1919 sul circuito di Bournemouth, nel Regno Unito, la Federazione Aeronautica Internazionale introdusse una nuova regola che imponeva per ogni concorrente un carico utile di 300 kg (660 lb). Per soddisfare questi requisiti la SIAI, che aveva deciso di partecipare alla 4ª edizione che si sarebbe disputata l'anno successivo a Venezia, sul circuito del Lido, decise di sviluppare due modelli, l'S.17 e l'S.19.
 
Basandosi sull'esperienza acquisita nella produzione dei precedenti modelli ad uso militare, utilizzati durante la prima guerra mondiale, e civile, i nuovi modelli riproponevano l'impostazione classica degli idrovolanti dell'epoca, monomotore a scafo centrale con velatura biplana equipaggiati con un motore Ansaldo San Giorgio 4E-29 raffreddato a liquido montato in configurazione spingente. L'impianto motore, in grado di sviluppare una potenza pari a 500 CV (368 kW), era posizionato su un castello tubolare al centro dell'ala superiore, abbinato ad un'elica bipala a passo fisso.